# Abell 39
Abell 39 – mgławica planetarna znajdująca się w konstelacji Herkulesa. Została odkryta w 1966 roku i skatalogowana przez George'a Abella w jego katalogu mgławic pod numerem Abell 39. Mgławica ta znajduje się w odległości około 7000 lat świetlnych od Ziemi, a jej rozmiary są szacowane na 6 lat świetlnych.
Mgławica Abell 39 jest prawie doskonale sferyczna, co wskazuje na skład chemiczny gwiazdy centralnej. Kształt mgławicy pozwala również oszacować ilość materiału absorbującego i emitującego światło. Mgławicę tę utworzyła gwiazda podobna do Słońca, która tysiące lat temu odrzuciła swoje warstwy zewnętrzne. Z przeprowadzonych obserwacji wynika, że gwiazda mgławicy zawiera tylko połowę tlenu w porównaniu do Słońca. Takie różnice chemiczne pomiędzy gwiazdami są intrygujące dla astronomów, choć ich nie dziwią. Gwiazda centralna jest też oddalona o 0,1 roku świetlnego od centrum mgławicy, lecz powód tego faktu pozostaje nieznany.